# كورينث (تكساس)
كورينث (بالإنجليزية: Corinth, Texas)‏ هي مدينة تقع بولاية تكساس في شمال شرق الولايات المتحدة. تأسست عام 1909، تبلغ مساحة هذه المدينة 20.5 (كم²)، وترتفع عن سطح البحر 185 م، بلغ عدد سكانها 19935 نسمة في عام 2010 حسب إحصاء مكتب تعداد الولايات المتحدة .

## التركيبة السكانية
حدّد مكتب تعداد الولايات المتحدة بيانات التركيبة السكانية لكورينث في تعداد الولايات المتحدة. في ما يلي، التركيبة السكانية حسب تعدادي 2000 و2010.

### تعداد عام 2000
بلغ عدد سكان كورينث 11,325 نسمة بحسب تعداد عام 2000، وبلغ عدد الأسر 3,879 أسرة وعدد العائلات 3,359 عائلة مقيمة في المدينة. في حين سجلت الكثافة السكانية 558.7 نسمة لكل كيلومتر مربع (1,447.0/ميل2). وبلغ عدد الوحدات السكنية 4,100 وحدة بمتوسط كثافة قدره 202.3 لكل كيلومتر مربع (524.0/ميل2).
وتوزع التركيب العرقي للمدينة بنسبة 88.57% من البيض و4.19% من الأمريكيين الأفارقة و0.66% من الأمريكيين الأصليين و2.38% من الأمريكيين ذوي الأصول الآسيوية و0.05% من سكان جزر المحيط الهادئ و2.25% من الأعراق الأخرى و1.88% من عرقين مختلطين أو أكثر و6.09% من الهسبانيون أو اللاتينيون من أي عرق.
بلغ عدد الأسر 3,879 أسرة كانت نسبة 48.8% منها لديها أطفال تحت سن الثامنة عشر تعيش معهم، وبلغت نسبة الأزواج القاطنين مع بعضهم البعض 79.2% من أصل المجموع الكلي للأسر، ونسبة 4.7% من الأسر كان لديها معيلات من الإناث دون وجود شريك،  بينما كانت نسبة 2.7% من الأسر لديها معيلون من الذكور دون وجود شريكة وكانت نسبة 13.4% من غير العائلات. تألفت نسبة 9% من أصل جميع الأسر من عدة أفراد يعيشون في نفس المنزل ونسبة 1.2% كانت تتألف من شخص يعيش بمفرده يبلغ من العمر 65 عاماً أو أكثر. وبلغ متوسط حجم الأسرة المعيشية 2.92، أما متوسط حجم العائلات فبلغ 3.12.
بلغ العمر الوسطي للسكان 32.0 عاماً. وكانت نسبة 30.5% من القاطنين تحت سن الثامنة عشر، وكانت نسبة 4.7% بين الثامنة عشر والرابعة والعشرين عاماً، ونسبة 42.8% كانت واقعةً في الفئة العمرية ما بين الخامسة والعشرين والرابعة والأربعين عاماً، ونسبة 18.6% كانت ما بين الخامسة والأربعين والرابعة والستين، ونسبة 3.3% كانت ضمن فئة الخامسة والستين عاماً فما فوق. يوجد لكل 100 أنثى 101.4 ذكر، ويوجد لكل 100 أنثى في الثامنة عشر من عمرها فما فوق 99.7 ذكر.
بلغ متوسط دخل الأسرة في المدينة 78,345 دولارًا، أما متوسط دخل العائلة فبلغ 80,792 دولارًا. وكان متوسط دخل الذكور 52,362 دولارًا مقابل 35,089 دولارًا للإناث. وسجل دخل الفرد الخاص بالمدينة 30,492 دولارًا. وكانت نسبة 1% من العائلات ونسبة 1.6% من السكان تحت خط الفقر، وكان من هؤلاء نسبة 2.1% تحت سن الثامنة عشر ونسبة 2% في الخامسة والستين من العمر وما فوق.

### تعداد عام 2010
بلغ عدد سكان كورينث 19,935 نسمة بحسب تعداد عام 2010، وبلغ عدد الأسر 6,897 أسرة وعدد العائلات 5,520 عائلة مقيمة في المدينة. في حين سجلت الكثافة السكانية 983.5 نسمة لكل كيلومتر مربع (2,547.3/ميل2). وبلغ عدد الوحدات السكنية 7,138 وحدة بمتوسط كثافة قدره 352.1 لكل كيلومتر مربع (911.9/ميل2).
وتوزع التركيب العرقي للمدينة بنسبة 84.68% من البيض و5.73% من الأمريكيين الأفارقة و0.84% من الأمريكيين الأصليين و2.65% من الأمريكيين ذوي الأصول الآسيوية و0.05% من سكان جزر المحيط الهادئ و3.20% من الأعراق الأخرى و2.86% من عرقين مختلطين أو أكثر و11.77% من الهسبانيون أو اللاتينيون من أي عرق.
بلغ عدد الأسر 6,897 أسرة كانت نسبة 45.8% منها لديها أطفال تحت سن الثامنة عشر تعيش معهم، وبلغت نسبة الأزواج القاطنين مع بعضهم البعض 68.2% من أصل المجموع الكلي للأسر، ونسبة 8.4% من الأسر كان لديها معيلات من الإناث دون وجود شريك،  بينما كانت نسبة 3.5% من الأسر لديها معيلون من الذكور دون وجود شريكة وكانت نسبة 20% من غير العائلات. تألفت نسبة 14.7% من أصل جميع الأسر من عدة أفراد يعيشون في نفس المنزل ونسبة 4.2% كانت تتألف من شخص يعيش بمفرده يبلغ من العمر 65 عاماً أو أكثر. وبلغ متوسط حجم الأسرة المعيشية 2.89، أما متوسط حجم العائلات فبلغ 3.23.
بلغ العمر الوسطي للسكان 35.7 عاماً. وكانت نسبة 29.6% من القاطنين تحت سن الثامنة عشر، وكانت نسبة 6.7% بين الثامنة عشر والرابعة والعشرين عاماً، ونسبة 31.1% كانت واقعةً في الفئة العمرية ما بين الخامسة والعشرين والرابعة والأربعين عاماً، ونسبة 25.5% كانت ما بين الخامسة والأربعين والرابعة والستين، ونسبة 7.1% كانت ضمن فئة الخامسة والستين عاماً فما فوق. وتوزع التركيب الجنسي للسكان بنسبة 49% ذكور و51% إناث.

## وصلات خارجية
- The US50 - Cities and Towns in Texas State